# Setmana Catalana de 1964
La Setmana Catalana de 1964, coneguda com a II Challenge Drink, va ser la 2a edició de la Setmana Catalana de Ciclisme. Es disputà en 5 proves independents del 13 al 8 de març de 1964. El vencedor final fou el càntabre, però instal·lat a Barcelona de ben petit, José Pérez-Francés de l'equip Ferrys per davant de Josep Segú Soriano i Eusebio Vélez Mendizábal.
La cursa es torna a compondre de 5 trofeus organitzats per diferents entitats. La classificació final es continuava decidint pels punts repartits entre cada trofeu, en lloc dels temps acumulats.
Pérez-Francés va repetir triomf i va tornar a liderar la competició des del primer dia.
El trofeu de Barcelona no es va disputar per culpa de la neu.

## Etapes
| Etapa | Data      | Ciutats d'etapa                  | km    | Vencedor de l'etapa       | Líder de la general      |
| ----- | --------- | -------------------------------- | ----- | ------------------------- | ------------------------ |
| 1a    | 4 de març | Barcelona – Barcelona            | 190,0 | José Pérez-Francés (ESP)  | José Pérez-Francés (ESP) |
| 2a    | 5 de març | Montcada i Reixac – Barcelona    | 180,0 | Jaume Alomar Florit (ESP) | José Pérez-Francés (ESP) |
| 3a    | 6 de març | Sant Sadurní d'Anoia – Barcelona | 177,0 | Joseph Novales (FRA)      | José Pérez-Francés (ESP) |
| 4a    | 7 de març | Barcelona - Barcelona            | 186,0 | Anul·lada                 | José Pérez-Francés (ESP) |
| 5a    | 8 de març | Barcelona - Barcelona            | 160,0 | Carlos Echevarría (ESP)   | José Pérez-Francés (ESP) |

### 1a etapa (II Trofeu Doctor Assalit)[2]
04-03-1964: Barcelona – Barcelona, 190 km.:
|   | Ciclista                  | Equip      | Temps      |
| - | ------------------------- | ---------- | ---------- |
| 1 | José Pérez-Francés (ESP)  | Ferrys     | 4h 35' 58" |
| 2 | José Antonio Momeñe (ESP) | Kas-Kaskol | m. t.      |
| 3 | Sebastián Elorza (ESP)    | Kas-Kaskol | m. t.      |

### 2a etapa (XXVIITrofeu Masferrer)[3]
5-03-1964: Montcada i Reixac – Barcelona, 180 km.:
|   | Ciclista                       | Equip      | Temps      |
| - | ------------------------------ | ---------- | ---------- |
| 1 | Jaume Alomar Florit (ESP)      | Cite       | 4h 41' 55" |
| 2 | Antonio Gómez del Moral (ESP)  | Ignis      | m. t.      |
| 3 | Eusebio Vélez Mendizábal (ESP) | Kas-Kaskol | m. t.      |

### 3a etapa (XIXTrofeu Jaumendreu)[4]
6-03-1964: Sant Sadurní d'Anoia – Barcelona, 177,0 km.:
|   | Ciclista                   | Equip          | Temps      |
| - | -------------------------- | -------------- | ---------- |
| 1 | Joseph Novales (FRA)       | Margnat-Paloma | 4h 58' 03" |
| 2 | Gabriel Mas Arbona (ESP)   | Ferrys         | m. t.      |
| 3 | Manuel Martín Piñera (ESP) | Kas-Kaskol     | + 5"       |

### 4a etapa (Campionat de Barcelona)[1]
7-03-1964: Barcelona - Barcelona: 
Anul·lada per la neu.

### 5a etapa (II Gran Premi Drink)[5]
8-03-1964: Barcelona - Barcelona, 160 km. :
|   | Ciclista                      | Equip      | Temps      |
| - | ----------------------------- | ---------- | ---------- |
| 1 | Carlos Echevarría (ESP)       | Kas-Kaskol | 4h 33' 08" |
| 2 | Valentín Uriona (ESP)         | Kas-Kaskol | + 3' 29"   |
| 3 | José Martín Colmenarejo (ESP) | Ignis      | + 3' 30"   |

## Classificació General
|    | Ciclista                       | Equip      | Punts |
| -- | ------------------------------ | ---------- | ----- |
| 1  | José Pérez-Francés (ESP)       | Ferrys     | 70    |
| 2  | Josep Segú Soriano (ESP)       | Ignis      | 61    |
| 3  | Eusebio Vélez Mendizábal (ESP) | Kas-Kaskol | 48,5  |
| 4  | Carlos Echevarría (ESP)        | Kas-Kaskol | 41    |
| 5  | Jaume Alomar Florit (ESP)      | Cite       | 39    |
| 6  | Raúl Rey (ESP)                 | Ferrys     | 38,5  |
| 7  | Antonio Bertrán Panadés (ESP)  | Ferrys     | 38,5  |
| 8  | Valentín Uriona (ESP)          | Kas-Kaskol | 37    |
| 9  | Gabriel Mas Arbona (ESP)       | Ferrys     | 36    |
| 10 | Sebastián Elorza (ESP)         | Kas-Kaskol | 35,5  |